# Жлезист лопен
Жлезистият лопен (Verbascum purpureum) е цъфтящо растение, вид лопен, балкански субендемит, разпространен в района на Западното Черноморие от Румъния до Турция през България и района на планината Сакар. В Червената книга на България растението е вписано като застрашен вид.

## Разпространение и местообитания
Жлезистият лопен е разпространен в Източната част на Балканския полуостров – Източна България, Югоизточна Румъния, европейската част на Турция. В България видът се среща по Черноморското крайбрежие, Тунджанската хълмиста равнина на надморска височина до 200 m. Среща се в тревни съобщества по сухи припечни песъчливи и каменисти места. Характерен вид за крайбрежните и вътрешните неподвижни дюни. Важни находища има при Побити камъни, дюните южно от устието на Камчия, при Несебър и в района на Сакар.

## Описание на вида
Родопският лопен е двугодишно тревисто растение, късо жлезистовлакнесто. Едногодишните розетки са с удължени, дълбоко перестонаделени, листа. Цветоносните стъбла са високи около метър. Цветовете са с диаметър до 2,5 cm, венчето е жълто, тичинковите дръжки са оранжеви с бели власинки, прашниците са бъбрековидни. Плодът е кутийка. Цъфтежът е юни – юли, а плодовете узряват август – септември. Насекомоопрашващо се растение. Размножава се със семена. Много малък процент от поникналите растения оцеляват до цъфтеж и плодоносене.

## Мерки за защита на вида
Плътността на популациите е много ниска. Движи се обикновено под 0,05 индивиди/m², като съотношението между вегетативни (едногодишни) и генеративни растения е 95:5. Напоследък най-значимо е унищожаването на популациите в резултат на туристическата инвазия със съпътстващото строителство но Черноморието. Отрицателно влияние имат и залесяването с иглолистни, лозарството по песъчливите терени в крайбрежната зона, интензивната паша.